# Stictotarsus griseostriatus
Stictotarsus griseostriatus är en skalbaggsart som först beskrevs av De Geer 1774.  Stictotarsus griseostriatus ingår i släktet Stictotarsus och familjen dykare. Arten är reproducerande i Sverige. Inga underarter finns listade i Catalogue of Life.

## Bildgalleri

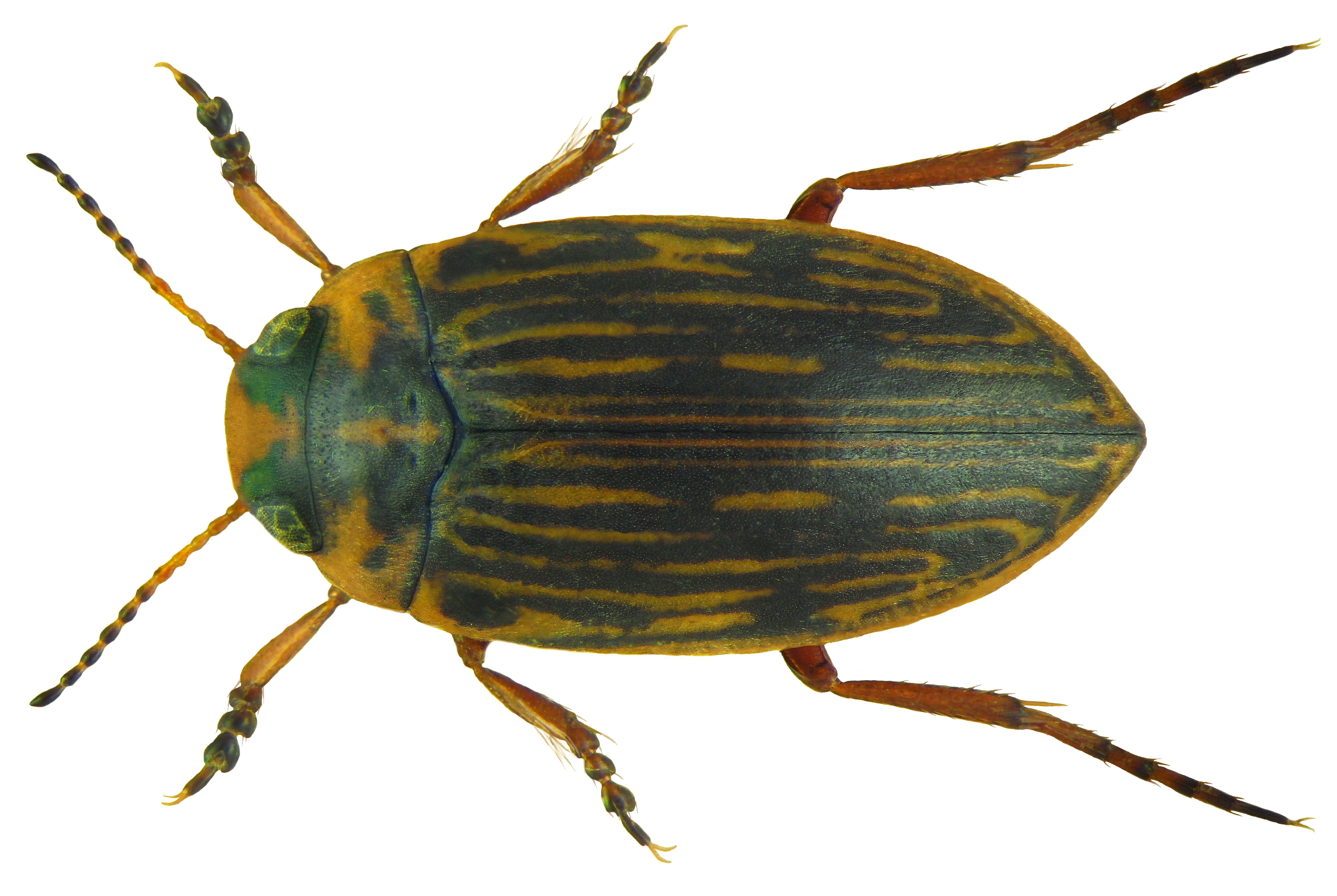